# 38 (szám)
A 38 (római számmal: XXXVIII) egy természetes szám, félprím, a 2 és a 19 szorzata.

## A szám a matematikában
A tízes számrendszerbeli 38-as a kettes számrendszerben 100110, a nyolcas számrendszerben 46, a tizenhatos számrendszerben 26 alakban írható fel.
A 38 páros szám, összetett szám, azon belül félprím, kanonikus alakban a 21 · 191 szorzattal, normálalakban a 3,8 · 101 szorzattal írható fel. Négy osztója van a természetes számok halmazán, ezek növekvő sorrendben: 1, 2, 19 és 38.
A 38! − 1 a tizenhatodik faktoriálisprím: 523022617466601111760007224100074291199999999.
Nincs megoldása a φ(x) = 38 egyenletnek, ezért 38 nontóciens szám.
A 38 a legnagyobb páros szám, ami nem írható fel két páratlan összetett szám összegeként.
A 38 a 4 csúcsú, címkézett, összefüggő egyszerű gráfok száma.
Egyetlen szám, az 1369 valódiosztó-összegeként áll elő.
Az első 38 pozitív egész szám összege (vagyis a 38. háromszögszám) 741, e 38 szám szorzata (azaz a 38 faktoriálisa): 38! = 5,23022617466601 · 1044.
A 38 négyzete 1444, köbe 54 872, négyzetgyöke 6,16441, köbgyöke 3,36198, reciproka 0,026316. A 38 egység sugarú kör kerülete 238,76104 egység, területe 4536,45979 területegység; a 38 egység sugarú gömb térfogata 229 847,29612 térfogategység.
A 38 helyen az Euler-függvény helyettesítési értéke 18, a Möbius-függvényé 1, a Mertens-függvényé −1.

## A szám mint sorszám, jelzés
A periódusos rendszer 38. eleme a stroncium.

## A szám a történelemben, kultúrában
Eger 1552-es ostroma 38 napig tartott.